# Sojusz Rebeliantów
Sojusz dla przywrócenia Republiki (skrótowo: Sojusz Rebeliantów, Sojusz Rebeliancki; ang.: Alliance to Restore the Republic, Rebel Alliance, Alliance Rebellion) – fikcyjne państwo kosmiczne występujące w serii filmów space opera Gwiezdne wojny. Sojusz był zorganizowanym ruchem oporu przeciw Imperium Galaktycznemu Palpatine’a, obejmującym większość znanego obszaru galaktyki.
Siły militarne Sojuszu podporządkowane były władzy cywilnej, której struktura zorientowana była przede wszystkim na działania dążące do obalenia Imperium – zarówno polityczne i dyplomatyczne, jak i militarne. Sojusz składał się z szeregu zróżnicowanych, na wpół autonomicznych organizacji, podległych władzy centralnej.

## Struktura cywilna

### Władza centralna

Sztandar Sojuszu Rebeliantów.

Naczelnik, Rada Doradcza i Gabinet to główne organy władzy Sojuszu.

#### Naczelnik
Na czele cywilnej hierarchii Sojuszu stał Naczelnik (ang. Chief of State), wybierany na dwuletnią kadencję przez przedstawicieli wszystkich rządów stowarzyszonych Sojuszu zwykłą większością głosów. Posiadał on szerokie uprawnienia na pograniczu dyktatury, chociaż jego decyzje mogły być uchylone absolutną większością (2/3) głosów Rady Doradczej, co było równoznaczne z natychmiastowym odwołaniem go ze stanowiska. Przez całą historię Sojuszu stanowisko Naczelnika piastowała Mon Mothma.

#### Rada Doradcza
Rada Doradcza składała się z siedmiu osób – przedstawicieli tych rządów stowarzyszonych, które legitymowały się największą liczbą ofiar na skutek działań Imperium. Poza możliwością zatwierdzania lub wetowania decyzji Naczelnika, Rada pełniła wobec niego – zgodnie ze swoją nazwą – funkcje doradcze. Mimo relatywnie niewielkich przywilejów formalnych, w praktyce Rada posiadała duży wpływ na decyzje podejmowane przez Mon Mothmę.

#### Gabinet
Gabinet (rząd) odgrywał rolę władzy wykonawczej, zajmując się realizacją decyzji podjętych przez Naczelnika. W jego skład wchodzili następujący ministrowie:
- Minister finansów – odpowiedzialny za przychody i wydatki Sojuszu, system podatkowy, wydawanie obligacji oraz system monetarny.
- Minister edukacji – odpowiedzialny za wywiad cywilny oraz szeroko pojęte działania propagandowe.
- Minister stanu (spraw zagranicznych) – odpowiedzialny za kontakty dyplomatyczne z władzami nie zrzeszonych w Sojuszu planet i organizacji. W przypadku wakatu na stanowisku naczelnika, minister ten miał czasowo przejmować jego funkcje.
- Minister przemysłu – kontrolujący zasoby produkcyjne Sojuszu.
- Minister zaopatrzenia – odpowiedzialny za zaopatrzenie Armii i Floty.
- Minister wojny – odpowiedzialny za siły wojskowe Sojuszu: planowanie ich zadań i strategii.

Pod nieobecność Naczelnika, posiedzeniom rządu przewodniczył Sekretarz Gabinetu, który odpowiedzialny był również za korpus służby cywilnej.

### Dowództwa Sprzymierzone
Terminem dowództwa (lub rządu) sprzymierzonego określane były rządy poszczególnych planet, sektorów lub organizacji wchodzących w skład Sojuszu. Dysponowały one autonomią w sprawach lokalnych, podlegając jednak decyzjom władz centralnych w przypadku materii o szerszym zasięgu. Wewnętrzna struktura takich rządów zazwyczaj przypominała strukturę władz centralnych Sojuszu, chociaż mogła od niej odbiegać na skutek lokalnych uwarunkowań historycznych itp.

## Struktura wojskowa
Jak się ocenia, w szczytowym okresie konfliktu (lata 0-4 ABY) siły Imperium posiadały przewagę liczebną nad Sojuszem w stosunku 30:1, przewagę w sprzęcie ok. 12:1, przewagę w jednostkach kosmicznych ok. 15:1. Stąd przyjętą przez Sojusz taktyką działań były ataki z zaskoczenia, przy wykorzystaniu taktyki partyzanckiej i korzystaniu z sieci tajnych baz.

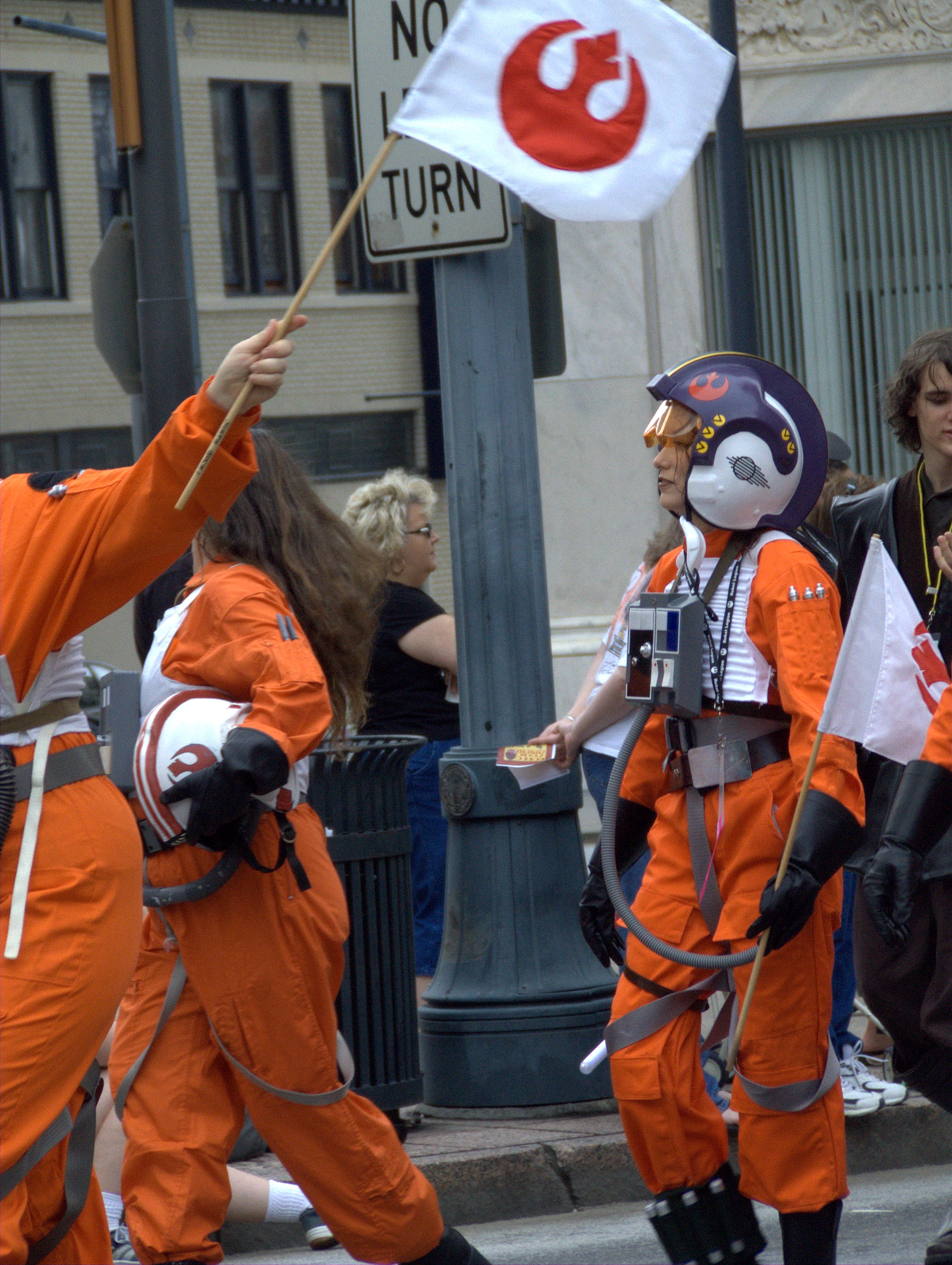
Pilotki myśliwców Sojuszu na paradzie DragonCon 2006; widoczny także sztandar z godłem Sojuszu Rebeliantów

### Struktury centralne

#### Władza zwierzchnia
Najwyższym zwierzchnikiem sił zbrojnych Sojuszu był Naczelny Dowódca – stanowisko piastowane przez Naczelnika Sojuszu, Mon Mothmę. Naczelnemu dowódcy podlegał bezpośrednio minister wojny, jemu natomiast – szef sztabu.

#### Naczelne Dowództwo
- Szef Sztabu – koordynator działań Sztabu, zastępca Ministra wojny i Naczelnika.
- Dowództwo Floty – reprezentacja Floty Rebelii – największej spośród formacji militarnych Sojuszu. Przez większą część historii Sojuszu na czele floty stał Admirał Ackbar.
- Dowództwo Sił Myśliwskich – kontrola strategiczna rebelianckich sił myśliwskich, delegowanie poszczególnych jednostek do Floty lub sił sektorów.
- Dowództwo Sił Specjalnych – odpowiedzialne za siły naziemne Sojuszu. Generał Crix Madine.
- Dowództwo Zaopatrzenia – odpowiedzialne za pozyskiwanie zaopatrzenia na szczeblu centralnym.
- Dowództwo Służb Wsparcia – odpowiedzialne za działalność transportową i naprawczą.
- Dowództwo Wywiadu – odpowiedzialne za wywiad wojskowy Sojuszu. Generał Airen Cracken.
- Dowództwo sektorów – odpowiedzialne za ogólną koordynację działań sił przydzielonych do poszczególnych sektorów.

### Formacje centralne

#### Flota Sojuszu
Flota Sojuszu Rebeliantów stanowiła trzon jego siły militarnej. Liczebnie wielokrotnie mniejsza od sił Marynarki Imperialnej, źródła sukcesu musiała upatrywać w działaniu z zaskoczenia i uzyskiwaniu przewagi lokalnej w określonym miejscu i czasie. Naczelną zasadą Floty jako całości było ukrywanie się i unikanie kontaktu z nieprzyjacielem aż do czasu ostatecznego starcia. Do poszczególnych zadań bojowych delegowano ze składu Floty poszczególne jednostki lub formacje, często łącząc je z formacjami oddelegowanymi do poszczególnych sektorów.
Najpowszechniejsze typy jednostek wchodzących w skład Floty Sojuszu to:
- Krążowniki kalamariańskie (Krążowniki Mon Calamari) MC-80
- Krążowniki kalamariańskie MC-80a
- Fregaty szturmowe (przebudowane imperialne drednoty)
- Fregaty eskortowe typu Nebulon (przejęte okręty imperialne)
- Krążowniki transportowe Rendilli
- Korwety koreliańskie
- Kanonierki koreliańskie

Flota posiadała także przydzielone jej jednostki myśliwskie, wykorzystywane na jej potrzeby przede wszystkim do patroli i działań eskortowych.

#### Siły Myśliwskie
Formacje myśliwców kosmicznych to jedne z najczęściej używanych bojowo jednostek sił Sojuszu. Dzięki wyposażeniu w hipernapęd, myśliwce mogły wykonywać dalekie rajdy na obiekty i formacje imperialne bez narażania na kontratak własnych baz lub okrętów macierzystych. Formacje myśliwców rozproszone były po tajnych bazach i okrętach Sojuszu, a część z nich oddelegowana pod kontrolę Floty lub Sił Sektorów, z których były w miarę konieczności odwoływane.
Najpopularniejsze typy myśliwców rebelianckich to:
- X-wing
- Y-wing
- A-wing (wprowadzony około 1-2 ABY)
- B-wing (wprowadzony około 3 ABY)
- Z-95 HeadHunter (Łowca Głów)

#### Siły Specjalne
Siły Specjalne Sojuszu Rebeliantów (SpecForces) to podległe bezpośrednio dowództwu centralnemu oddziały przeznaczone do działań naziemnych.
W ciągu pół godziny mogę wam skompletować oddział 20 ludzi gotowych wykonać dowolną misję w dowolnym miejscu Galaktyki, w dowolnych warunkach – generał Crix Madine
SpecForces dzieliły się na następujące formacje:
- Marines – oddziały do walki na pokładach okrętów i instalacji kosmicznych, a także – w ograniczonym zakresie – w przestrzeni kosmicznej.
- Jednostki miejskie (Urban Guerillas) – przeszkolone do działań w terenie zabudowanym.
- Jednostki terenowe (Wilderness Fighters) – przeszkolone do działań w terenie wiejskim i obszarach niecywilizowanych.
- Zwiadowcy – jednostki rozpoznania i oznaczania stref lądowania
- Infiltratorzy – oddziały przenikające za linie i na obszar bezpośrednio kontrolowane przez wroga, prowadzące tam zwiad, sabotaż i eliminację środków żywych.
- Operatorzy ciężkiego sprzętu – zapewniający wsparcie ciężkiej broni maszynowej (autoblastery), szkoleni w obsłudze broni pokładowej pojazdów naziemnych i kosmicznych, artylerii itp.
- Technicy – zapewniający wsparcie techniczne, łączność, doświadczenie minerskie i inżynieryjne itp.
- Inni – dołączani do poszczególnych jednostek w miarę potrzeb: specjaliści od pilotażu, kierowcy, tłumacze, medycy itp.

#### Zaopatrzenie
Formacja odpowiedzialna za pozyskiwanie materiałów potrzebnych do działania machiny wojennej Sojuszu. Podczas gdy zaopatrywaniem jednostek lokalnych zajmowały się przede wszystkim sekcje zaopatrzeniowe sił poszczególnych sektorów, centralne dowództwo zaopatrzenia było odpowiedzialne za zasoby specjalne (np. ciężką artylerię planeta-orbita do obrony Kwatery Głównej Sojuszu, przygotowanie zaopatrzenia dla misji wykonywanych przez elementy Floty itp.) oraz przeznaczone bezpośrednio dla sił centralnych. Jednostki oddelegowane Siłom Sektorów zazwyczaj od nich otrzymywały potrzebne zaopatrzenie.

#### Służby Wsparcia
Służby te odpowiedzialne były za zapewnienie siłom centralnym:
- Środków transportu (przede wszystkim liczne frachtowce i promy kosmiczne)
- Bazy naprawczo-remontowej
- Obsługi medycznej
- Bezpiecznych planet dla uciekinierów i rodzin personelu

#### Wywiad
Dział operacyjny Wywiadu składał się z:
- Sieci agentów-informatorów zakonspirowanych na planetach i w imperialnych instytucjach oraz formacjach wojskowych.
- Wywiadu sygnałów – zbierającego informacje przesyłane za pomocą rozmaitych środków łączności.

Dział przewidywań analizował i dokonywał syntezy pozyskanych danych i na ich podstawie przygotowywał ocenę możliwości oraz planów wrogich sił oraz rekomendacje co do kierunków dalszego działania. Dział ten zajmował się również przesłuchaniami, kryptologią oraz projektowaniem urządzeń szpiegowskich.
Dział kontrwywiadu zajmuje się obroną Sojuszu przed infiltracją wrogich służb wywiadowczych, jak również zawiaduje działaniami dezinformującymi wykrytych agentów.

### Siły Sektorów
Terminem Sił Sektorów określano dowództwo wojskowe danego sektora. Siły Sektora kontrolowały wszystkie przydzielone sobie środki militarne, w kwestiach strategicznych podlegając dowództwu centralnemu.

#### Armia
Siły naziemne były z reguły najliczebniejszą i cieszącą się największą autonomią spośród formacji sektorów. To te właśnie oddziały przeprowadzały większość akcji zbrojnych przeciwko siłom Imperium na podległych sobie obszarach. Ich wyposażenie i wyszkolenie drastycznie różniło się w zależności od uwarunkowań obszaru, na którym działały dane grupy, od aktywności sił imperialnych, możliwości pozyskiwania sprzętu i zaopatrzenia itp.

#### Siły kosmiczne
Mało który sektor posiadał własne siły myśliwskie czy cięższe okręty. W większości przypadków były one delegowane pod dowództwo Sił Sektora przez Naczelne Dowództwo Sojuszu i mogły być odebrane w przypadku wyższej konieczności – chociaż starano się tego unikać, lub też „wypożyczać” je od Sił Sektora tylko na czas danej misji.

#### Formacje wspomagające
Każdy sektor posiadał własne służby odpowiedzialne za transport, zaopatrzenie i naprawy. Potrzeby, których nie dało się zaspokoić własnymi środkami, zgłaszano służbom centralnym, które reagowały w miarę możliwości i zasobów.

## Historia

### Początki oporu
Po ogłoszeniu przez Palpatine’a powołania Imperium opór przeciw nowej władzy był z początku słabo zorganizowany i rozproszony. Poszczególne grupy powstańców rozsiane były po wielu planetach galaktyki i nie miały środków pozwalających na utrzymanie między sobą łączności (między innymi w tym zresztą celu Palpatine zarządził przejęcie i dezaktywację Holonetu) oraz struktury organizacyjnej, która pozwoliłaby na koordynowanie działań. Liczba grup oporu wzrastała, szczególnie na obszarach oddalonych od jądra galaktyki, w miarę, jak nasilały się tam imperialne represje wobec ludności (np. sektor Atrivis), jednak stale rosnąca w siłę Marynarka oraz Armia Imperialna nie miały większych problemów z pacyfikacją zbyt aktywnie i otwarcie działających grup powstańczych.
W Senacie Republiki natomiast już od czasów wojen klonów krystalizowało się stronnictwo pro-demokratyczne, którego najważniejszymi przedstawicielami byli: Mon Mothma z Chandrili, Bail Organa z Alderaanu (później zastąpiony przez przybraną córkę, Leię) oraz Garm Bel Iblis z Korelii. Wśród członków tej frakcji nie było jednak zgody w kwestii metod działania – jedni proponowali powstanie zbrojne, inni – przewrót, inni z kolei działania „od wewnątrz”.
W ostatecznym rozrachunku nieoficjalne spotkania przywódców tego nieformalnego stronnictwa wzbudziły zainteresowanie Imperialnej Służby Bezpieczeństwa, która na rozkaz Palpatine’a podjęła próbę pojmania i uwięzienia Mon Mothmy i jej współpracowników. Mon Mothmie udało się uciec, jednak od tego momentu była poszukiwana przez siły wojskowe i policyjne Imperium.

### Zawiązanie Sojuszu
Zmuszona do ukrywania się, Mon Mothma, zaczęła pracować nad połączeniem licznych grup oporu przeciw Imperium w jedną spójną organizację. Podróżując po Galaktyce kontaktowała się z poszczególnymi grupami oporu i przekonywała ich do połączenia sił.
W wyniku tych działań przywódcy trzech największych ugrupowań oporu – Bel Iblis (który także stał się celem ataku wykonanego z polecenia Palpatine’a, w którym zginęła jego najbliższa rodzina), Mon Mothma oraz Organa – podpisali Traktat Koreliański. Było to zobowiązanie współpracy, które uważa się za początek aktywnego działania Sojuszu Rebeliantów. Wkrótce do tak utworzonego Sojuszu zaczęły przyłączać się kolejne grupy powstańcze.
Niedługo później, Sojusz wystosował Deklaracji Rebelii, mającą formę otwartego listu do Imperatora Palpatine’a i do wszystkich istot rozumnych Galaktyki. Deklaracja ta przedstawiała program działań Sojuszu, zapowiadając walkę mającą na celu obalenie Palpatine’a i przywrócenie w Galaktyce demokratycznych rządów. Deklaracja miała również na celu wyraźne rozgraniczenie między Sojuszem a organizacjami stosującymi metody terrorystyczne, jak również grupami przestępczymi, z którymi usiłowała równać go propaganda imperialna.

### Rozwój
W ciągu kilku lat Sojusz połączył w jedną, dość luźną organizację wiele lokalnych grup rozsianych po różnych planetach i sektorach galaktyki, tworząc siłę militarną mającą za zadanie przeciwstawić się wojskom Imperium. Stworzył niemal od zera własną flotę kosmiczną, armię, a także wywiad i sieć zaopatrzeniową. Jego struktura organizacyjna pozostawiała dużą autonomię lokalnym grupom powstańczym, równocześnie gwarantując nadrzędność operacji planowanych przez najwyższe dowództwo nad działaniami lokalnymi.
W pewnym momencie z Sojuszu wyłączył się Bel Iblis – twierdząc, że Mon Mothma zgromadziła w swoim ręku zbyt dużą władzę, postanowił podjąć działania militarne na własną rękę. Przyłączały się natomiast do rebeliantów całe planety i systemy, między innymi Mon Calamari. Aby zatrzymać ten proces, Imperium zaplanowało użycie jako środka odstraszającego Gwiazdy Śmierci – stacji bojowej, zdolnej niszczyć całe planety.

### Przesilenie
Poważny punkt zwrotny w historii Sojuszu nastąpił, gdy przewożąca plany Gwiazdy Śmierci księżniczka Leia została pojmana przez Dartha Vadera, a następnie siły Imperium zniszczyły przy użyciu Gwiazdy Śmierci Alderaan i zaatakowały kwaterę główną Sojuszu na Yavinie IV. Zniszczenie w Bitwie o Yavin Gwiazdy Śmierci zasygnalizowało Galaktyce, że Sojusz Rebeliantów jest organizacją zdolną skutecznie stawić czoła siłom Imperium.
Kolejne lata obfitowały w liczne kampanie i bitwy, podczas których Sojusz kontynuował działania zgodne z taktyką partyzancką. Największe porażki – ewakuacja bazy na Hoth, przegrana pod Derrą i wygrana, lecz przypłacona olbrzymimi stratami bitwa w górach Hitak – były efektem niemożności zastosowania tej taktyki wobec przechwycenia przez przygotowane i przeważające liczebnie siły imperialne. W wielu innych bitwach i potyczkach Sojusz odnosił jednak sukcesy militarne, angażując coraz większą liczbę personelu i zasobów Imperium. Zainicjowano również działania korsarskie, mające na celu osłabić infrastrukturę i wprowadzić zamieszanie na liniach zaopatrzeniowych przeciwnika, równocześnie wspomagając pozyskanymi materiałami służby zaopatrzeniowe Sojuszu.
W roku 4 ABY na podstawie informacji dostarczonych przez wywiad (w istocie zainspirowany działaniami Imperatora) Flota Sojuszu zerwała z doktryną pozostawania w ukryciu i przeprowadziła skoordynowany z siłami naziemnymi atak na drugą Gwiazdę Śmierci w systemie Endoru. W wyniku Bitwy pod Endorem zniszczeniu uległa Gwiazda Śmierci, mający ją osłaniać zespół Marynarki Imperialnej został rozbity (w walce zniszczono m.in. superniszczyciel „Egzekutor”), a Imperator Palpatine poniósł śmierć.

### Rozwiązanie Sojuszu
Po zwycięstwie pod Endorem i konflikcie w systemie Bakury, w miejsce Sojuszu Rebeliantów powołano Sojusz Wolnych Planet, który stanowił formę przejściową przed ogłoszeniem miesiąc później Deklaracji Nowej Republiki i utworzeniem jej rządu.

## Przedstawiciele

### Przywódcy polityczni
- Mon Mothma
- Bail Organa
- Garm Bel Iblis
- Leia Organa Solo
- Borsk Fey'lya

### Wojskowi
- Admirał Ackbar
- Crix Madine
- Airen Cracken
- Wedge Antilles
- Biggs Darklighter
- Eskadra Łotrów
- Eskadra Widm
- Han Solo
- Rahm Kota
- Admirał Raddus

### Inni
- Luke Skywalker
- Lando Calrissian
- Chewbacca
- C-3PO
- R2-D2
- Galen Marek